# Evmorfia Metaxaki
Evmorfia Metaxaki (griechisch Ευμορφία Μεταξάκη, * in Athen) ist eine griechische Opernsängerin der Stimmlage Sopran.

## Leben
Evmorfia Metaxaki studierte an der Universität Mozarteum in Salzburg bei Elisabeth Wilke und Lilian Sukis. 2004 schloss sie ihr Studium in Oper und Musiktheater mit Auszeichnung ab. Für ihre Darstellung der Susanna in Mozarts Le nozze di Figaro wurde sie mit der Lilli Lehmann-Medaille der Stiftung Mozarteum ausgezeichnet. Sie absolvierte Meisterkurse bei Barbara Bonney, Thomas Hampson und Stella Doufexis.
2006 debütierte Evmorfia Metaxaki bei den Salzburger Festspielen mit den Mozart-Partien Mademoiselle Silberklang in Der Schauspieldirektor und Bastienne in Bastien und Bastienne, anlässlich des 250. Geburtstages von Wolfgang Amadeus Mozart. Eine DVD der Produktion (Bastien und Bastienne / Der Schauspieldirektor) erschien 2007 bei der Deutschen Grammophon.
Von 2004 bis 2010 war sie Ensemblemitglied am Theater Magdeburg und wurde mit dem Förderpreis für junge Künstlerinnen und Künstler ausgezeichnet. Anfangs sang sie Partien wie Pamina in Mozarts Die Zauberflöte, Ilia in Mozarts Idomeneo, Musetta in Puccinis La Bohème, Zerlina in Mozarts Don Giovanni, Despina in Mozarts Così fan tutte, Maria in Bernsteins West Side Story und Gretel in Humperdincks Hänsel und Gretel. 2006 arbeitete sie mit dem Regisseur Andreas Kriegenburg bei dessen ersten Operninszenierungen in Magdeburg zusammen. 2009 spielte sie bei den Magdeburger Telemann-Festtagen die Rodelinda in Georg Philipp Telemanns Flavius Bertaridus, König der Longobarden. Im Herbst 2011 ging sie als Armida in Händels Rinaldo mit der Lautten Compagney unter der Leitung von Wolfgang Katschner auf Tournee – eine gemeinsame Produktion mit der Händel-Festspiele Halle.
Seit 2014 ist Metaxaki Ensemblemitglied am Theater Lübeck. Hier sang sie u. a. Tatjana in Tschaikowskis Eugen Onegin, Mimi in La Bohème, Marguerite in Gounods Faust, Contessa in Le nozze di Figaro, Hanna Glawari in Die lustige Witwe, Governess in Brittens The Turn of the Screw, Mrs. Coyle in Brittens Owen Wingrave, Giulietta in Bellinis I Capuleti e i Montecchi, Donna Anna in Don Giovanni, Adina in Donizettis L’elisir d’amore, Ginevra in Ariodante, Seleuce in Tolomeo, Corinna in Rossinis Il viaggio a Reims, Isabelle in Milhauds Christophe Colomb, Dede in Bernsteins A Quiet Place, Ghita in Zemlinskys Der Zwerg und Marzelline in Beethovens Fidelio. 2018/2019 sang sie zudem erstmals Xenia in Mussorgskis Boris Godunow  unter der Regie von Peter Konwitschny.
Eine von Evmorfia Metaxakis Eigenschaften ist, sich nie auf eine bestimmte Art von Musik einzuschränken. Langsam vertiefte sie ihren leicht-lyrischen Sopran zum lyrisch-dramatischen Fach. In der Spielzeit 2022/23 sang sie am Theater Lübeck die Salome von Richard Strauss. 2023 war sie als Solistin in der 9. Symphonie von Beethoven in der Musik und Kongresshalle Lübeck unter Stefan Vladar zu erleben. Gastengagements führten sie u. a. an die Deutsche Oper am Rhein, die Griechische Nationaloper, an das Staatstheater Braunschweig, Cottbus und Mainz, an das Theater Dortmund und Erfurt, das Landestheater Salzburg und das Konzerthaus Berlin. Konzerte gab sie in Griechenland, Portugal, Israel, in der Schweiz, in Österreich, Deutschland und Italien.

## Auszeichnungen, Stipendien
- 2002: Stipendiatin des Lions Club Salzburg
- 2003: Stipendiatin der Gianna Szel-Stipendien-Stiftung
- 2004: Lilli-Lehmann-Medaille, Internationale Stiftung Mozarteum[2]
- 2007: Förderpreis für junge Künstlerinnen und Künstler, Förderverein Theater Magdeburg
- 2010: Finalistin beim Internationalen Gesangswettbewerb GRANDI VOCI in Salzburg

## Diskografie – DVD
- Wolfgang Amadeus Mozart: Bastien und Bastienne/Der Schauspieldirektor, Deutsche Grammophon, 2007